# Lagosta (comune)

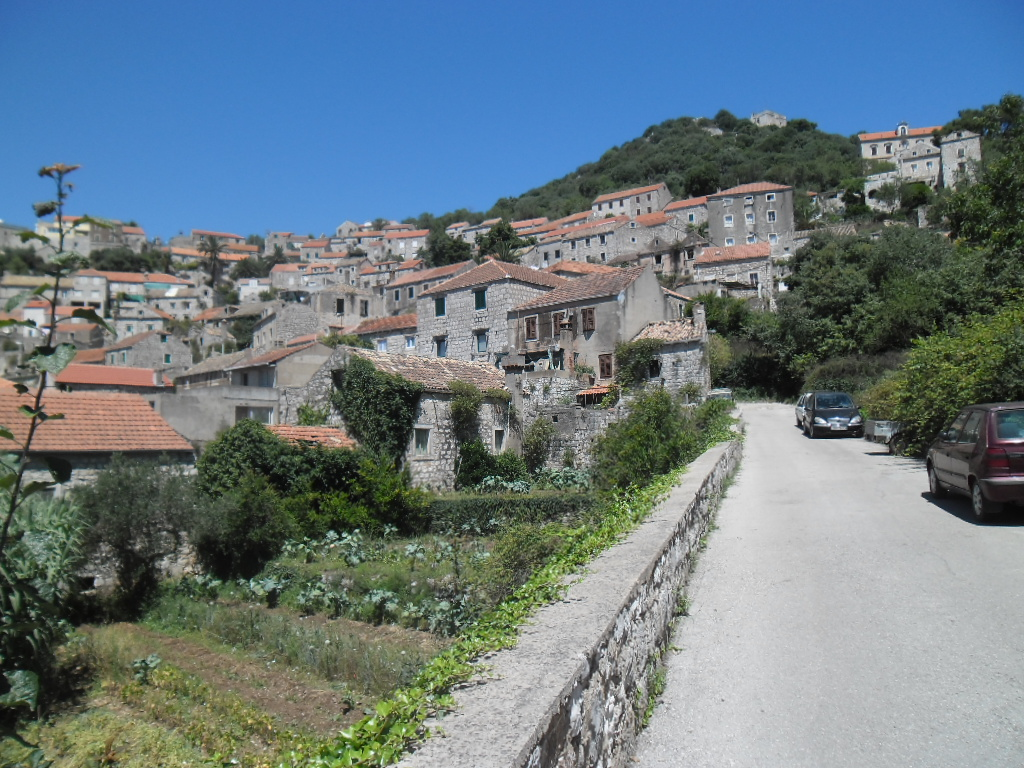
Salita al paese

Lagosta (pronuncia: Làgosta; in croato Lastovo) è un comune di 792 abitanti della Regione raguseo-narentana in Croazia.
Fece parte del Regno d'Italia dal 1920 al 1947, dopodiché passò alla Jugoslavia con il trattato di Parigi.

## Caratteristiche
Il territorio comunale comprende 46 isole con una popolazione complessiva di 835 persone. L'isola principale è l'isola di Lagosta sulla quale abita anche la maggioranza della popolazione del comune. Il clima dell'isola è particolarmente mite durante tutto l'anno.
Il capoluogo di Lagosta, è situato ad anfiteatro. Dalla sommità del colle San Giorgio (Hum) si possono ammirare gli Scogli Lagostini (Lastovcici) e l'isola di Curzola (Korčula).
A sud-est è presente la baia di Porto Rosso (Skrivena Luka). 
Uble (Ubli) è il villaggio sito nella baia di Velo Lago. Qui attraccano e partono i traghetti giornalieri da e per Spalato.
L'isola di San Giorgio/Presba (Prežba) è collegata per mezzo di un ponticello a Lagosta.
Da mozzafiato lo scenario del faro di Capo Struga a strapiombo sul mare nelle immediate vicinanze di Porto Rosso.

## Storia
L'isola fu colonizzata dai greci nel IV secolo a.C. e prese il nome di Ladesta. Col nome di Ladestas fu in seguito una florida colonia romana.
Soggetta poi al dominio bizantino, venne chiamata dall'imperatore Costantino Porfirogenito Lastovan, da cui deriva l'attuale denominazione in croato.
Verso la metà del IX secolo venne occupata dai pirati Narentani che la trasformarono in una loro importante base fortificata per le loro scorrerie, poi demolita nell'anno Mille dalla flotta veneziana comandata dal doge Pietro Orseolo II.
L'isola passò nella metà dell'XI secolo in feudo ai duchi di Zaclumia. Dopo una parentesi di dominazione ungherese dal 1185 al 1221, i signori della Zaclumia diedero l'isola in feudo al priorato dei templari di Aurana (Vrana) che però non ne presero mai possesso; questo permise agli abitanti dell'isola di dedicarsi spontaneamente alla Repubblica di Ragusa nel 1252.
Caduta la Repubblica di Ragusa, dopo la pace di Presburgo l'isola fu occupata dalla flotta francese dal 1808 al 1813 per poi passare ulteriori due anni sotto dominio inglese.
Col congresso di Vienna nel 1815 subentrò l'amministrazione austriaca che si protrasse fino al 1918.
Dopo la prima guerra mondiale fu annessa all'Regno d'Italia in seguito alla firma del trattato di Rapallo e fu comune della provincia di Zara fino al 1941 e della provincia di Spalato del Governatorato di Dalmazia fino al 1943. La cittadina arrivò ad avere quasi il 40% dei suoi abitanti di lingua italiana.
Con la capitolazione dell'Italia del settembre 1943 venne occupata dall'esercito tedesco e riassegnata alla prefettura di Zara nella Repubblica Sociale Italiana.
Nel 1944 venne occupata dalle truppe titine e subito sgomberata dalla popolazione italiana, venendo immediatamente gestita come un comune jugoslavo. In seguito al trattato di pace di Parigi è stata poi anche ufficialmente annessa alla Repubblica Socialista Federale di Jugoslavia come parte della Repubblica Socialista di Croazia, e fu area militare interdetta ai turisti fino al 1990. Dal 1991 fa parte della Croazia indipendente.

## Monumenti e luoghi d'interesse
- Chiesa dei Santi Cosma e Damiano, costruita nel '300 e rifatta nel secolo successivo
- Chiesa di San Biagio, gotica, del XII secolo;
- Chiesa della Madonna in Campo, del XV secolo;
- Chiesa della Madonna della Neve
- Chiesa di San Giuseppe
- Chiesa di Sant'Antonio
- Loggia, del XVI secolo;
- Castello, distrutto nel 1607 e ricostruito nel 1810 durante l'occupazione napoleonica.

## Società

### La presenza autoctona di italiani
È presente una piccola comunità di italiani autoctoni che rappresentano una minoranza residuale di quelle popolazioni italiane che abitarono per secoli la penisola dell'Istria e le coste e le isole del Quarnaro e della Dalmazia, territori che appartennero alla Repubblica di Venezia. La presenza degli italiani a Lagosta è drasticamente diminuita in seguito agli esodi che hanno seguito la prima e la seconda guerra mondiale
Fino all'annessione dell'isola al Regno d'Italia avvenuta nel 1920, Lagosta aveva circa il 7% di popolazione italiana. In seguito al trasferimento di diversi italiani dalle città annesse al Regno di Jugoslavia (Lissa, Curzola, Lesina, Traù ...) il numero di italiani arrivò nel 1921 al 15% della popolazione e nel 1939 al 38%. Dopo la seconda guerra mondiale quasi tutti gli italiani scelsero la via dell'esodo.
Oggi a Lagosta, secondo il censimento ufficiale croato del 2011, è presente una comunità italiana di 5 persone, pari allo 0,63% della popolazione del comune.

### Lingue e dialetti
| %      | Ripartizione linguistica (gruppi principali) |
| ------ | -------------------------------------------- |
| 0,88%  | madrelingua bosniaca                         |
| 0,25%  | madrelingua tedesca                          |
| 96,21% | madrelingua croata                           |
| 0,25%  | madrelingua italiana                         |
| 0,63%  | madrelingua serba                            |

## Geografia antropica

### Località
Il comune di Lagosta è diviso in 7 frazioni (naselja) di seguito elencate. Tra parentesi il nome in lingua italiana.
- Glavat (Glavato): 1 ab.
- Lastovo (Lagosta[1]), sede comunale: 348 ab.
- Pasadur (Passaduro): 100 ab.
- Skivena Luka (Porto Rosso): 33 ab.
- Sušac (Cazza[11]): 1 ab.
- Uble (Ubli[1]): 222 ab.
- Zaklopatica (Porto Chiave): 87 ab.

## Galleria d'immagini

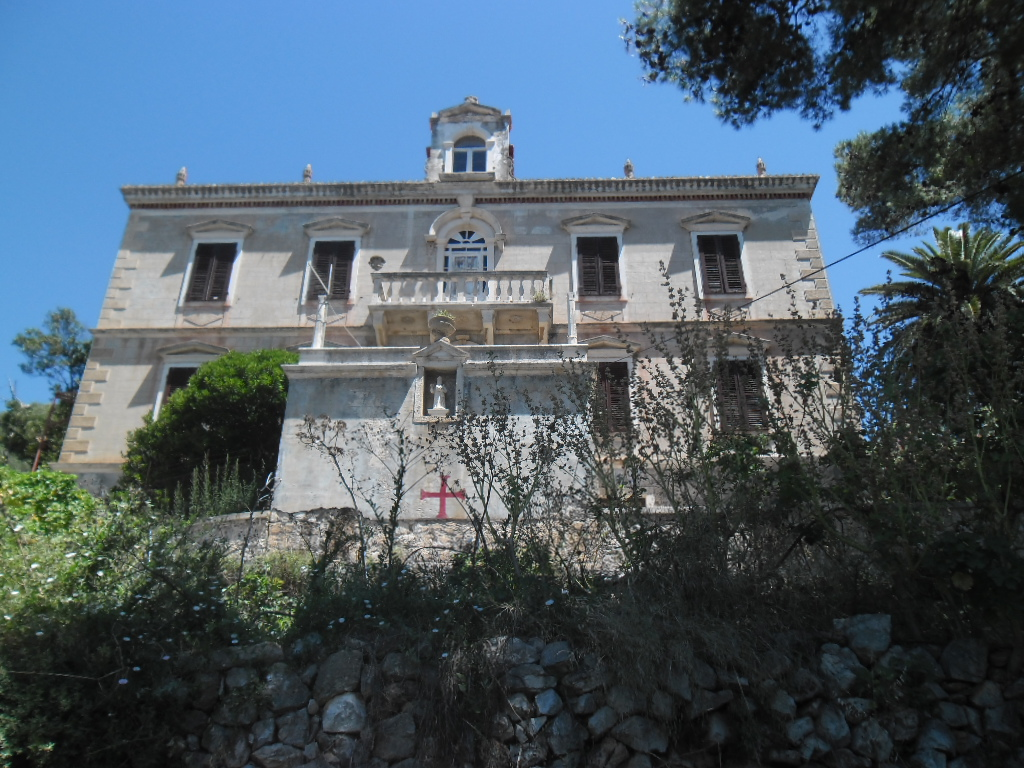
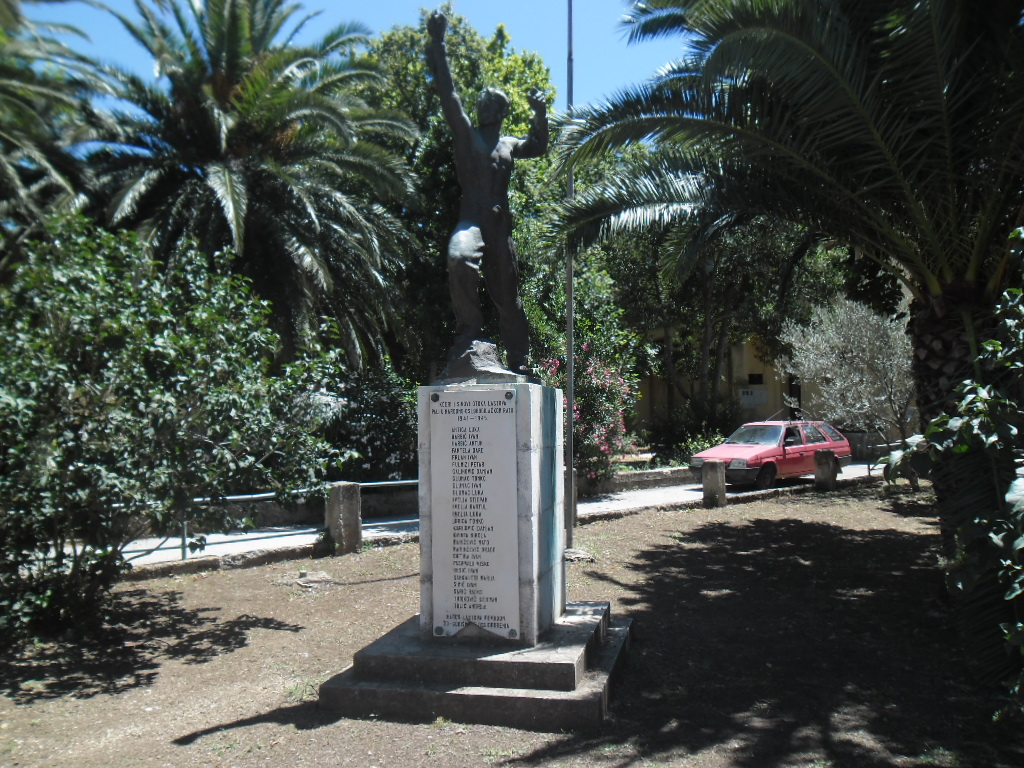
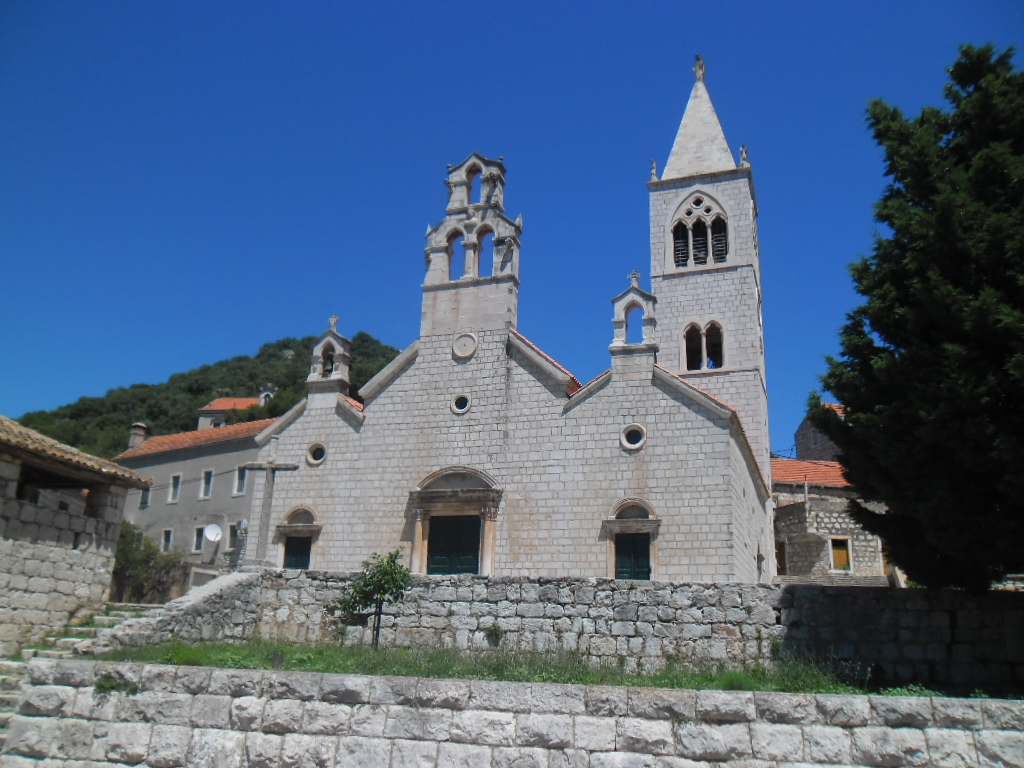
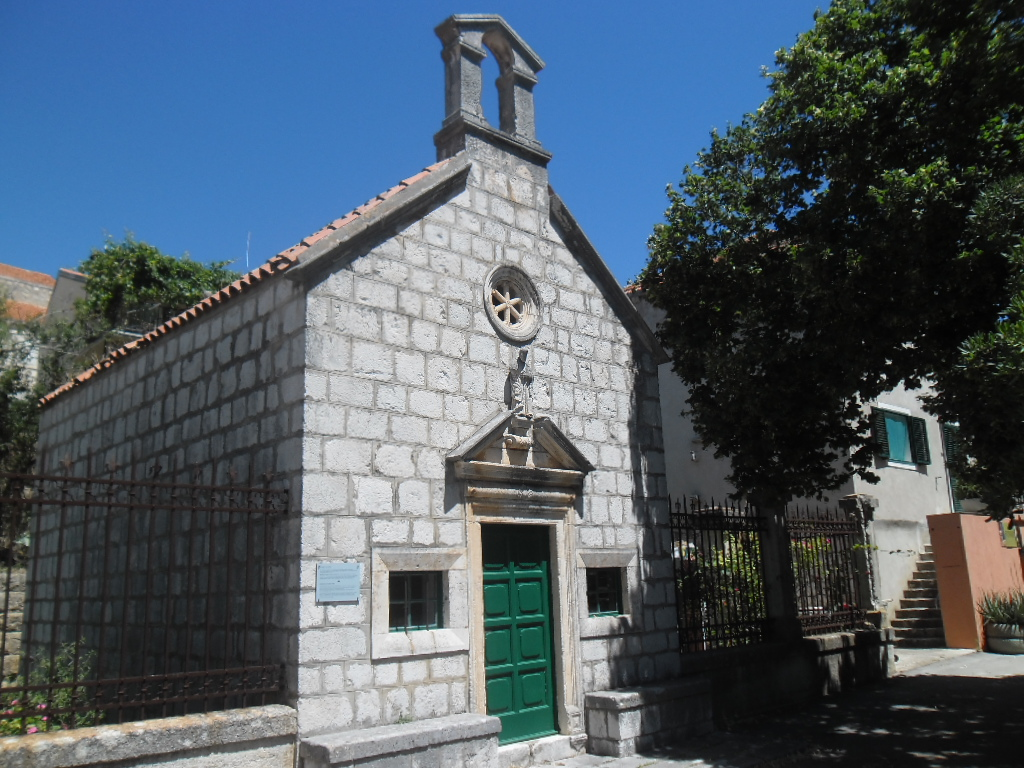
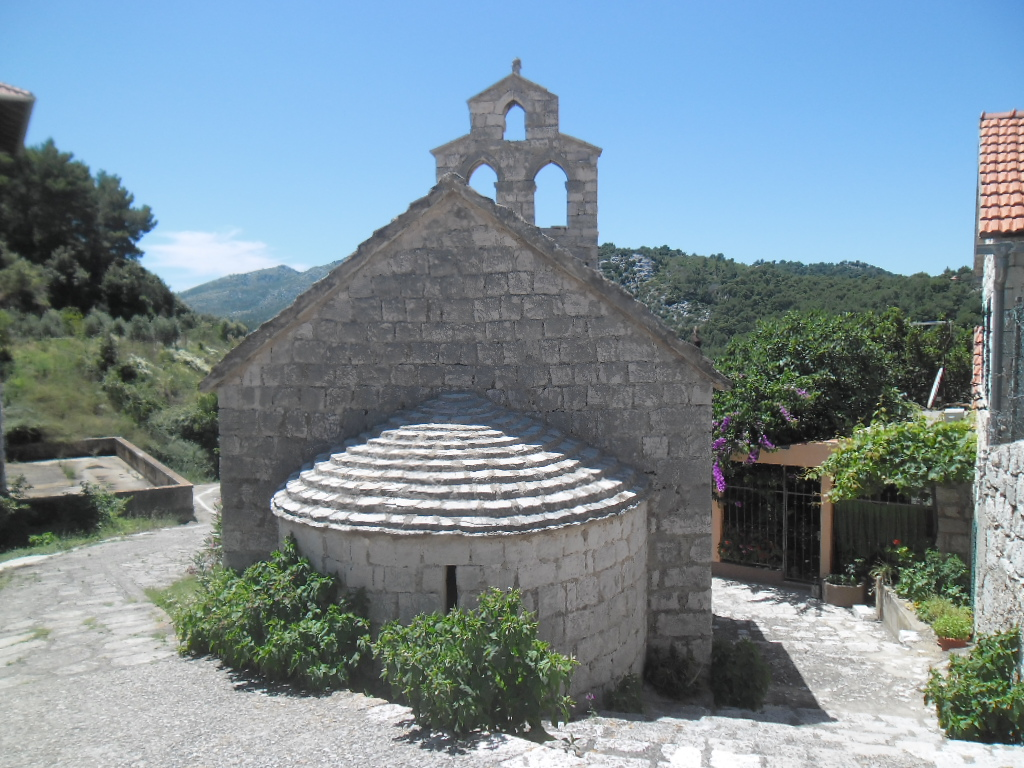
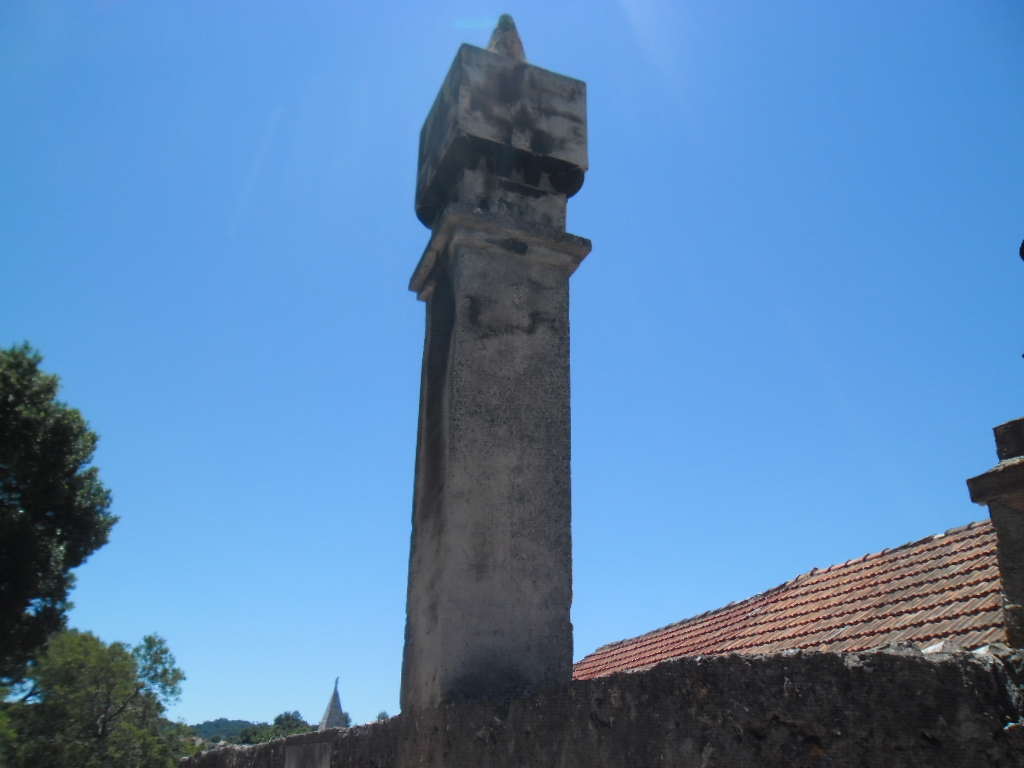